# Telitoxicum peruvianum
Telitoxicum peruvianum là một loài thực vật có hoa trong họ Biển bức cát. Loài này được Moldenke miêu tả khoa học đầu tiên năm 1938.